# Lippisches Landesmuseum

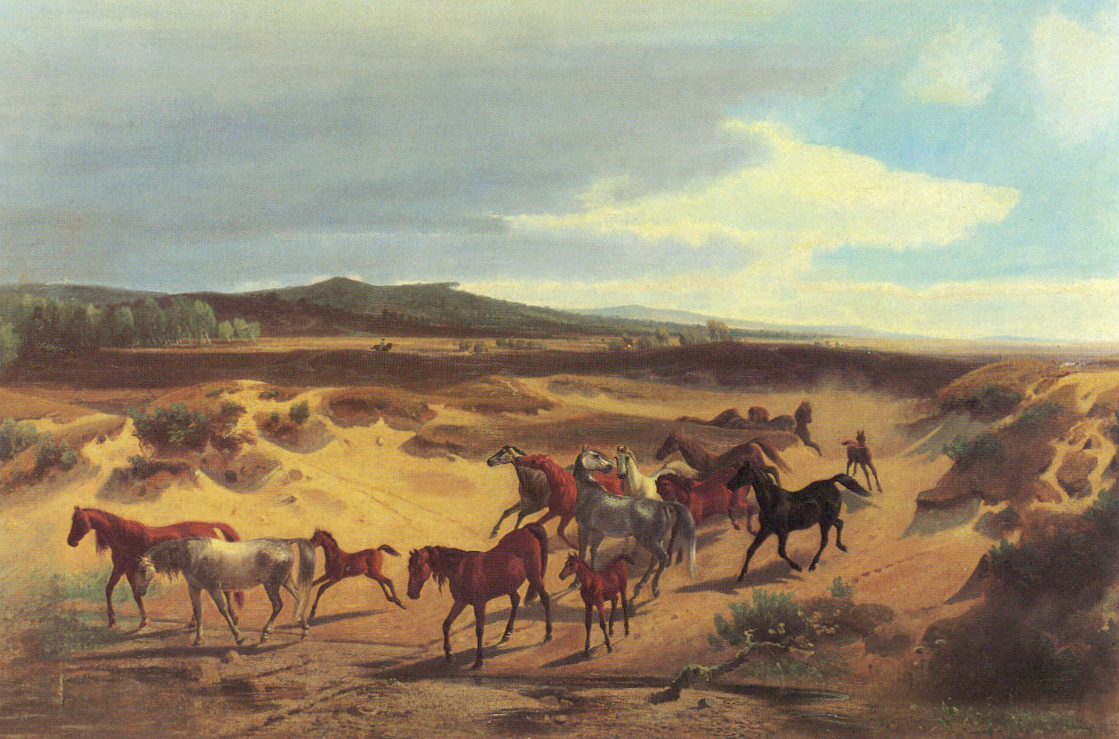
Sennelandschaft mit Senner Pferden
von Gustav Quentell und Carl Rötteken

Das Lippische Landesmuseum in Detmold ist das größte und älteste Museum in Ostwestfalen-Lippe. Das vom Landesverband Lippe getragene Museum liegt gegenüber dem Fürstlichen Residenzschloss der Herren zur Lippe und dem Lippischen Landestheater.

## Beschreibung
Das Museum wurde 1835 als Naturhistorisches Museum gemeinsam mit dem Naturwissenschaftlichen Verein für das Fürstentum Lippe gegründet und entwickelte sich zu einem klassischen Mehrspartenmuseum mit bedeutenden Sammlungen aus den Bereichen Naturkunde, Ur- und Frühgeschichte, Landesgeschichte des ehemaligen Landes Lippe, Volkskunde, Kunst, Möbel und Innenarchitektur sowie Völkerkunde. Im Jahr 2010 feierte das Museum sein 175-jähriges Bestehen. Dies wurde am 18. Juni mit einer großen Jubiläumsausstellung (175 Jahre in 175 Tagen) und der Neueröffnung der neuen Dauerausstellung Arminius, Thusnelda und die Schlacht im Teutoburger Wald – Ein deutscher Gründungsmythos in der Zehntscheune gefeiert.
Zur Regelung des Denkmalschutzgesetzes des Landes NRW von 1981 mit der generellen Zuweisung der Verantwortlichkeit für die Bodendenkmalpflege bei den Landschaftsverbänden wurde in Anbetracht der lippischen Traditionen, Kompetenzen und Eigenständigkeit des ehemaligen Landes Lippe (Heimatschutzgesetz von 1920) vertraglich die Bodendenkmalpflege für Lippe dem Landesverband Lippe auf Ebene der Zusammenarbeit zugetragen. Der Landesverband führt die Bodendenkmalpflege durch das Landesmuseum durch.

## Geschichte
Die Ursprünge des Museums gehen auf eine Initiative Carl Weerths zurück, der 1835 die Gründung des Naturwissenschaftlichen Vereins für das Fürstentum Lippe anregte. Die „Naturalien-Sammlung“ des Vereins war in den Räumen des Gymnasiums in der Leopoldstraße 5 untergebracht und zog 1861 in ein neu errichtetes Gebäude im Hinterhof des Gymnasiums. 1885 erfolgte ein Umzug in das Prinzenpalais, in dem sich zu jener Zeit schon die Lippische Landesbibliothek befand. Zum Palais gehörte auch ein Marstall, der ab 1893 die „Sammlung vaterländischer Altertümer“ beherbergte.
1919 übernahm der Freistaat Lippe die zwischenzeitlich deutlich gewachsene Sammlung. In den nun freistehenden Räumen im Neuen Palais entstand offiziell das Lippische Landesmuseum. Die auch hier herrschende Raumnot wurde noch verstärkt, als im Herbst 1946 die Nordwestdeutsche Musikakademie in der unteren Etage einzog. An seinem heutigen Standort angekommen war das Museum ab 1953, als es das Gesellschaftshaus Ameide am Detmolder Schloss bezog. Im Laufe der Zeit entstanden hier weitere Gebäude: Das Kornhaus wurde von der Domäne Schieder transloziert und ab 1958 genutzt, die Zehntscheune des Klosters Falkenhagen wurde 1962 bezogen und die Detmolder Mittelmühle Anfang der 1970er Jahre restauriert und 1974 dem Ensemble hinzugefügt. Ein Backhaus aus Bexten stellt seit 1982 den Verbindungsbau zwischen Kornhaus und Zehntscheune dar. Dazu kommt der Neubau im sogenannten Museumsgraben aus dem Jahr 1997.

## Abteilungen und Sammlungen

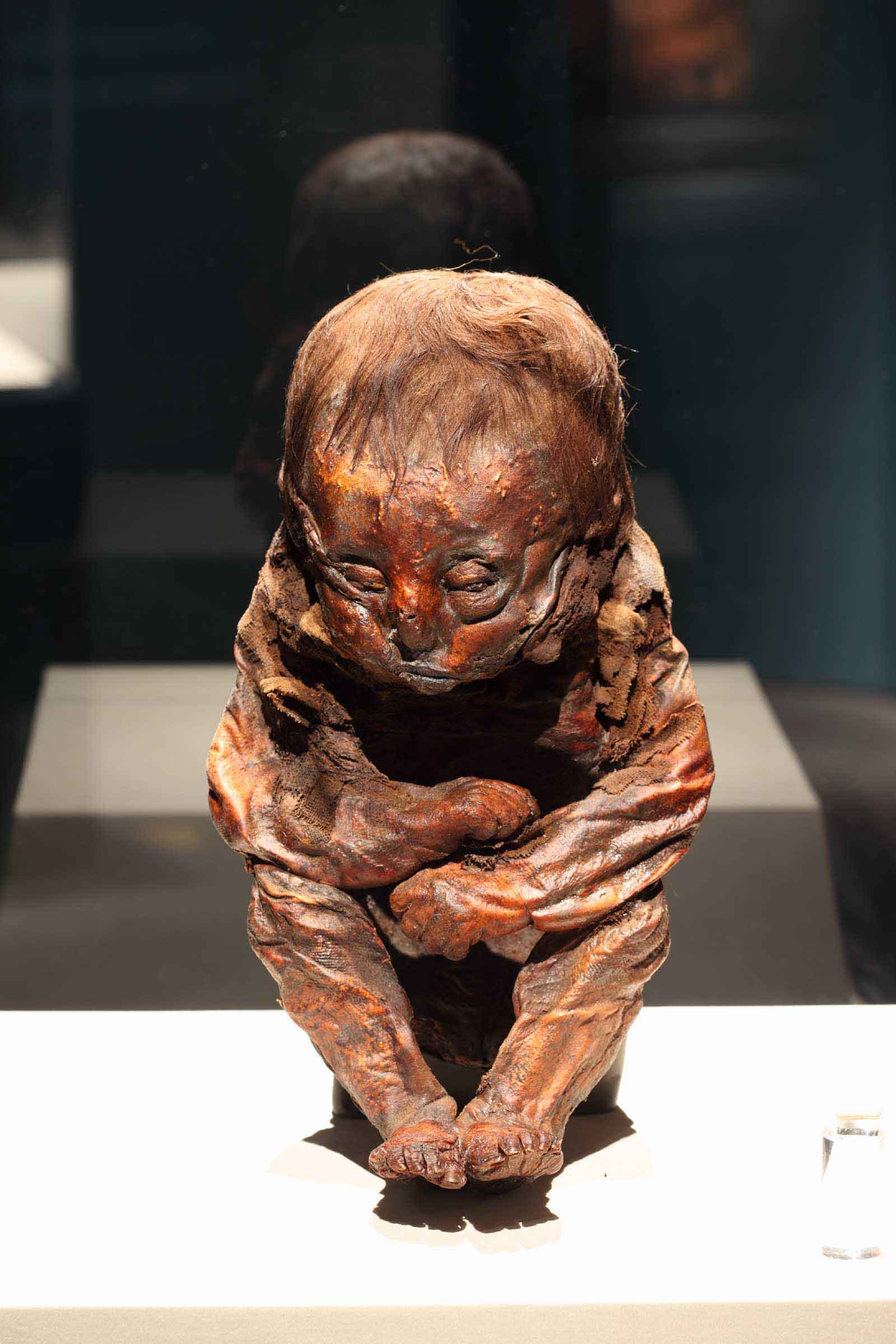
Detmolder Kindermumie

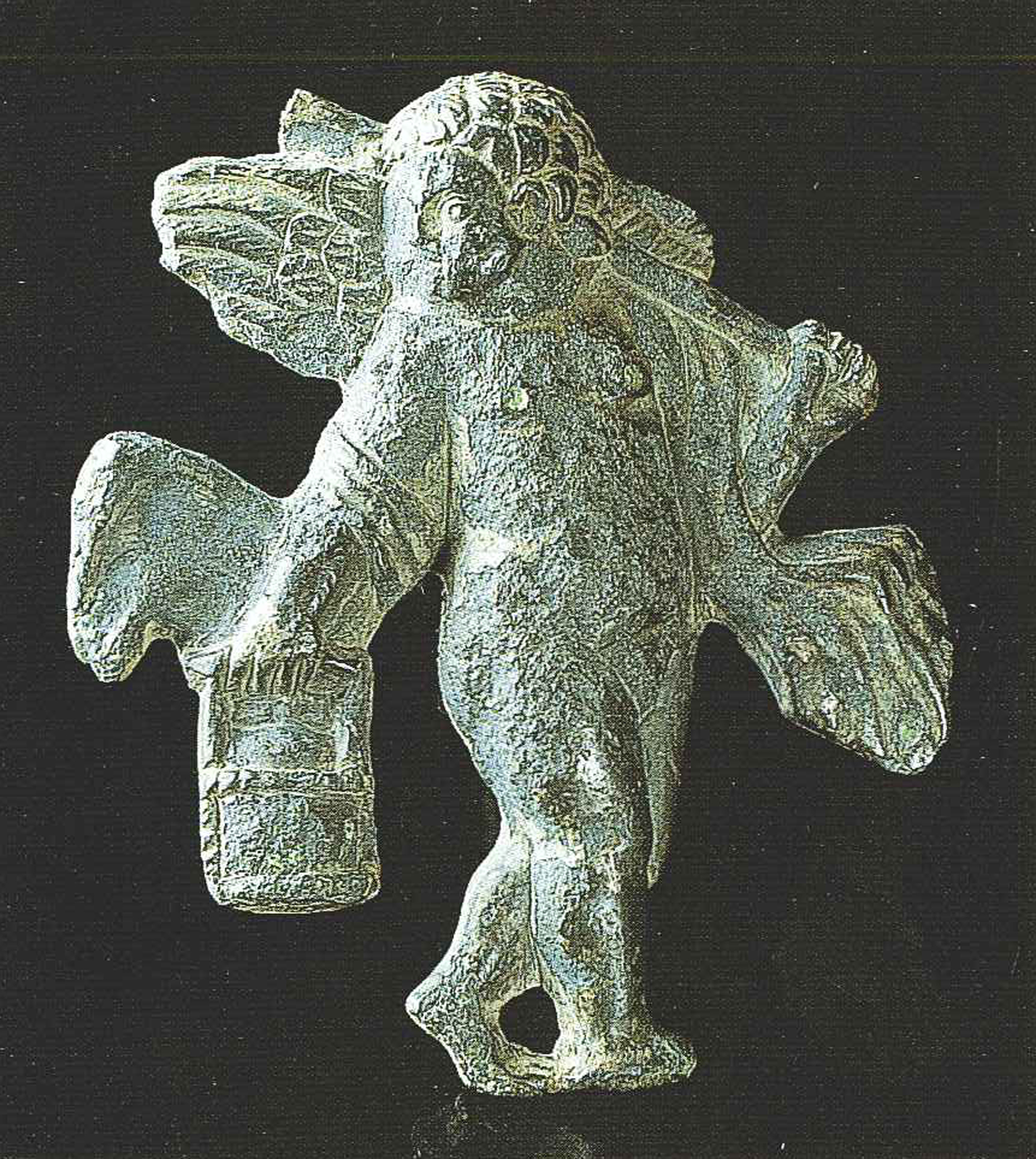
Bronzeamor, gefunden in Wüsten-Hellerhausen (1. Jh. n. Chr.)

Zum Museumskomplex gehören fünf Gebäude: Der Museumsgraben, das Haus Ameide, die Zehntscheune, das Kornhaus und die Mittelmühle.
- Museumsgraben: Hier sind die Kasse und der Museumsladen untergebracht. Das Untergeschoss wird für Sonderausstellungen und das Münzkabinett genutzt.
- Haus Ameide: Im Erdgeschoss befindet sich eine Sonderausstellung zum Thema Falkenburg. Im ersten Obergeschoss werden die Epochen Stein- und Eisenzeit präsentiert. Hier wird unter anderem der Faustkeil von Salzuflen präsentiert, der mit einer Datierung in die Zeit vor 350.000 bis 300.000 Jahren zu den ältesten Artefakten Westfalens zählt.[4] Das zweite Obergeschoss ist der Völkerkunde gewidmet. Ein besonderes Highlight sind hier die fünf Mumien: eine ägyptische Mumie mit Sarkophag sowie vier peruanische Mumien, darunter die Detmolder Kindermumie.
- Zehntscheune: 2009 wurde das Gebäude für die MYTHOS-Ausstellung kernsaniert. Nach dem Auslaufen der MYTHOS-Ausstellung wird seit Oktober 2010 im Erdgeschoss die neue Dauerausstellung Arminius, Thusnelda und die Schlacht im Teutoburger Wald – Ein deutscher Gründungsmythos präsentiert, bei der die Entwicklung des Varus-Mythos, der Bau des Hermannsdenkmals sowie sein Erbauer Ernst von Bandel thematisiert wird. In den beiden Obergeschossen wird die umfangreiche Möbelsammlung des Hauses präsentiert.
- Kornhaus: Im Erdgeschoss sind altes Handwerk und Gewerbe ausgestellt, außerdem eine Kötterdeele und sakrale Kunst. Im ersten Obergeschoss befinden sich eine landeskundlich Ausstellung sowie eine Ausstellung zu Kinderspielzeug. Im zweiten Obergeschoss sind die bürgerliche und höfische Wohnkultur in Stilzimmern ausgestellt, außerdem Kunst des 19. und 20. Jahrhunderts. Das dritte Obergeschoss ist den Trachten und der Mode gewidmet. Das Dachgeschoss beherbergt noch die Möbelsammlung.
- Mittelmühle (andere Namen: Naturkundehaus und Naturkundemuseum): Das Naturkundehaus präsentiert heute eine vielseitige Kollektion von Tieren, Pflanzen, Fossilien, Gesteinen und Mineralien. Die exotische Tierwelt der Savannen, Regenwälder und Polarregionen lädt im Erdgeschoss zu Entdeckungstouren ein. Im ersten Obergeschoss tummelt sich im heimischen Wald die uns vertraute Tierwelt. Zudem geben zahlreiche Fossilien, mächtige Geweihe und Knochen einen Einblick in die Erdgeschichte. Die umfangreiche Mineraliensammlung des Museums wird im zweiten Obergeschoss präsentiert.

## Sammlungen im Internet
Die Sammlungen des Lippischen Landesmuseums (Naturkunde, Kostüme- und Trachten, Archäologische Sammlung, Kunstgeschichte, Münzen, Volks- und Landeskunde, Völkerkunde u. Möbel/Innenarchitektur) können über das Objekt-Portal museum-digital durchsucht werden.

## Direktoren
- Carl Weerth, 1835–1889
- Otto Weerth, 1889–1930
- Wilhelm Meyer, 1930–1933
- Eduard Wiegand, 1933–1934[5]
- Oskar Suffert, 1934–1957
- Wilhelm Hansen, 1958–1976
- Friedrich Hohenschwert, 1976–1986
- Rainer Springhorn, 1986–2011
- Michael Zelle, seit 2011